# Nepeña (distrito)
O Distrito peruano de Nepeña é um dos nove distritos que forman a Província de Santa, pertenecente a Região de Ancash.

## História
Conforme previsto na Suprema Resolución de 12 de Abril de 1873, que se eleva de agência municipal
de Nepeña ao nível de Distrito de Nepeña, o primeiro conselho municipal resolve
a 22 de novembro de 1874, sendo prefeito, o Sr. Juan Rodríguez, vice-prefeito Esteban
Naveda, conselheiro Sr. Manuel Márquez Paredes e Revisores Oficiais de Contas,
Teodorico Terry e Jose Maria Cabrera. No entanto, sabe-se que no sistema
político da Sociedade Geográfica de Lima, Nepeña aparece como distrito, fundada
pelo Protector do Peru José de San Martín, em 12 de Fevereiro de 1821. Foi
estabelecido como uma data comemorativa da criação política do distrito Nepeña
em 12 de abril de cada ano, com a realização de uma cerimônia no Município Distrital.

## Geografia
Possui uma área de 458,24 km²

## Locais
Formada pelas cidades de Huacatambo, Capellanía
(em pt. Capelania), Nepeña, La Grama, Cerro Blanco (em pt. Cerro Branco), San
José, San Jacinto, Motocachy, San Juan e Máquina Vieja (em pt. Máquina Velha). Neste
distrito está localizado no museu local Punkurí.

## Autoridades

### Municipais
- 2011 - 2014
  - Prefeito: Luis Alberto Collazos Matheus, do Movimento “Áncash Dignidad” (MAD).
  - Conselheiros: Antonio Félix Moreno Villanueva (MAD), Carlos Antonio Moreno Blanquillo (MAD), Demóstenes Orlando Benites Cortez (MAD), Ana Cecilia Moreno López de Ambrocio (MAD), Zenón Luis Guevara Ramírez (Fonavistas del Perú).
- 2015 - 2018
  - Prefeito: Manuel Enrique Figueroa Laos, do Partido Político “Democracia Directa” (DD).
  - Conselheiros: Elmer Pierre Gálvez Caruajulca (DD), Carlos Anselmo Castillejo Diestra (DD), Lidia Martha Hinostroza Calixto (DD), Albertini Rodríguez Romero (DD), Abraham Alexi Meregildo Vidal (Perú Posible).

## Transporte
O distrito de Nepeña é servido pela seguinte rodovia:
- PE-1N, que liga o distrito de Aguas Verdes (Região de Tumbes) - Ponte Huaquillas/Aguas Verdes (Fronteira Equador-Peru) - e a rodovia equatoriana E50 - à cidade de Lima (Província de Lima)
- AN-104, que liga a cidade de Samanco ao distrito de Caraz[2][3][4]